# Grottes de Saint-Moré
Les grottes de Saint-Moré sont un ensemble de grottes situées sur la commune de Saint-Moré, dans le département de l'Yonne, en Bourgogne, en France. Un grand nombre de cavités s'y étagent sur plusieurs niveaux. C'est le second ensemble de grottes régional après les grottes d'Arcy-sur-Cure. La plupart de ces grottes abritent des sites archéologiques préhistoriques qui seraient sans doute mieux connus sans la double célébrité du Camp antique de Cora, dans le sud de la commune, et celle de leurs sœurs et voisines immédiates les grottes d'Arcy-sur-Cure, listées Monuments historiques et de réputation nationale.
La grotte généralement considérée comme la plus importante et la plus belle est la grotte de Nermont, exceptionnellement riche en matériel du Bronze final, suivie par d'autres grottes du site : la grotte du Mammouth, la grotte de l’Homme, la grotte des Pêcheurs, le trou de la Marmotte…

## Situation

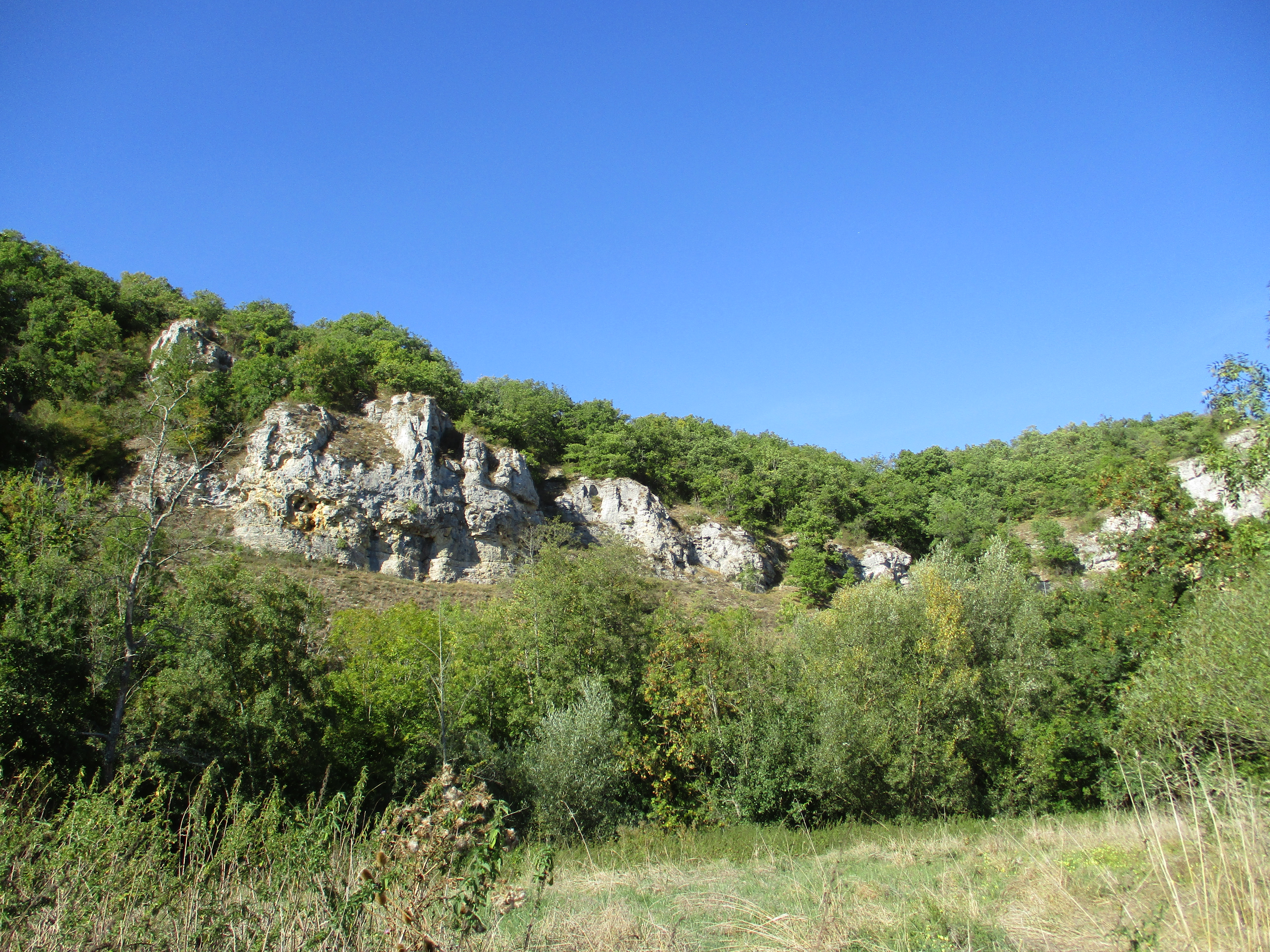
Côte de Char à l'est des ponts.

Les grottes sont dans la vallée de la rivière Cure à environ 180 km au sud-est de Paris à vol d'oiseau, dans le sud du département de l'Yonne entre Auxerre et Avallon, à 1,3 km au N - N-E de Saint-Moré (2 km par la route) et à moins de 10 km au nord du parc naturel régional du Morvan.
Elles s'ouvrent dans la falaise de la Côte de Char (dite parfois « Côte de Chair », « Côte-de-Chair » ou « Côte de Chaux »), en rive droite à l'entrée du dernier grand méandre de la rivière sortant du massif du Morvan,.

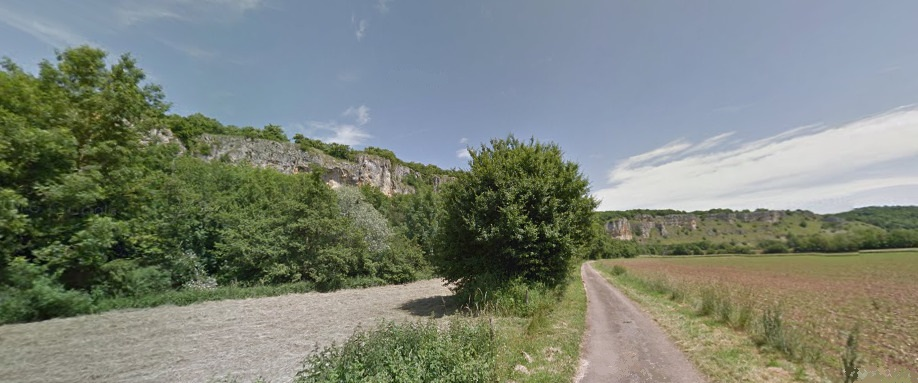
La côte de Char, vue vers l'est

Deux tunnels percent la Côte de Chair : celui du chemin de fer et, 100 m à l’est, le tunnel de l'ancienne RN6 devenue la D606. Trois des grottes principales se trouvent à l'est de la D606, les autres sont du côté ouest. La rivière à cet endroit est à 125 m d'altitude.
Un sentier longeant la rivière passe au pied de la falaise portant les grottes. On peut l'emprunter juste avant le tunnel routier dans le sens Avallon-Auxerre : à droite du pont ferroviaire, prendre l’escalier puis le sentier qui le prolonge. Le long de ce chemin on rencontre l’« aiguillette de Saint Moré », portion en bout de falaise séparée du massif.
Le sentier de grande randonnée GR 13 Fontainebleau – Bourbon-Lancy (section de Saint-Maurice-sur-Aveyron - Loiret, à Saint-Père - Yonne) passe sous le pont de chemin de fer en face des grottes, ainsi que le GR 654 (section de Irancy - Yonne à La Charité-sur-Loire - Nièvre).

### Camp de la Côte de Char
Le plateau qui surmonte la Côte de Char porte les vestiges d'un camp antique du nom éponyme de « camp de la Côte de Char » (ne pas confondre avec le camp de Cora au sud de Saint-Moré), parfois appelé « Querre » (nom dérivé de la Cure). Ces vestiges incluent une enceinte de murs semi-circulaire de 400 m de long, avec une hauteur de mur atteignant m en un point et 10 m de largeur d'éboulis ; les extrémités de ce demi-cercle rejoignent le bord de la falaise. Une autre enceinte, dont il reste un éboulis continu de 4 à 5 m de large, commence 200 m plus loin vers le sud et décrit un quart de cercle pour rejoindre le milieu de la première enceinte. Bonneville décrit des murailles de facture grossière : « des pierres sans ordre, sans ciment, quelques-uns des blocs sont énormes », ce qui suggère une construction antérieure au camp de Cora.
En 1876 Mr Bonneville trouve un petit site à l'entrée du plateau de la Côte de Char, au-dessus du tunnel, rassemblant « des silex à lourde patine blanche et de la poterie très brisée », avec une hache polie à proximité,.

## Géologie, hydrologie
De même que pour les grottes d'Arcy-sur-Cure, celles de Saint-Moré sont creusées dans des calcaires du Jurassique moyen et supérieur avec un pendage nord-ouest (incliné vers le centre du Bassin parisien). Le calcaire oolithique et marne (calcaire argileux) du Bathonien apparaît brièvement en bas de la falaise jusqu'au pied du tunnel de Saint-Moré, puis s'enfonce en remontant vers le nord-ouest. Au-dessus se trouve le « calcaire marneux » de l’Argovien (Oxfordien inférieur), surmonté par la marne du Rauracien (Oxfordien moyen). L’« aiguillette de Saint Moré », selon l'abbé Parat, est la pointe d'un récif madréporien. Selon David et al. (2005), les cavités dans le côté sud du massif calcaire ont été creusées jusqu'à devenir des pertes que la rivière a empruntées pour resurgir sur le côté nord du même massif.

## Historique des fouilles et découvertes
Les fouilles du site commencent au XIXe siècle avec Mr Berthelot qui explore superficiellement la grotte de Nermont en 1873,, puis Mr Bonneville de 1874 à 1876 (il a peut-être continué après 1876),,. Puis l'abbé Parat fouille la grotte de la Marmotte. La grotte de Nermont est explorée vers le début des années 1940 par Henri Carré, qui par la suite travaillera au site d'Arcy avec André Leroi-Gourhan.
Les poteries livrées par le site se trouvent pour certaines à l'école Saint-Jacques à Joigny et pour les autres au musée d'Avallon. Un très petit lot de sept outils recueillis à La Marmotte, provenant de la collection Daniel, est conservé au musée des Antiquités Nationales (château de Saint-Germain-en-Laye) qui abrite aussi, venant de Saint-Moré, un très rare os d'oiseau avec décor végétal. Le musée d'Auxerre possède aussi des objets tirés de la grotte de Nermont.
Gérard Bailloud, collaborateur d'André Leroi-Gourhan à Arcy, étudie la grotte de Nermont et les séries de l'école Saint-Jacques.

## Occupation humaine

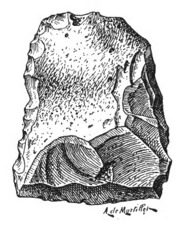
Paléolithique - Tranchet en silex, grotte de Nermont.

Les grottes sont occupées depuis environ 200 000 ans.

### Moustérien
Le Moustérien a été reconnu dans la grotte du Mammouth et dans le trou du Blaireau, 30 m au-dessus du niveau actuel de la rivière - mais dans cette partie de la Cure il est présent à toutes les hauteurs : 3 m au-dessus du talweg pour les grottes des Fées et du Trilobite et au niveau du talweg pour les grottes des Ours et de l'Hyène, ces quatre dernières au site d'Arcy,.

### Magdalénien
Le trou de la Marmotte a livré des vestiges du Magdalénien — dernier faciès culturel du Paléolithique —, dont une faune équilibrée entre les différentes espèces (la faune des sites de cette période est généralement dominée par le renne, le cheval ou les deux à parts à peu près égales). Parat pense que cette grotte a été utilisée à cette époque comme petit atelier de taille de pierre.

### Néolithique
Des poteries portent un décor par boutons, trouvé dans plusieurs autres sites chasséens du bassin parisien (Néolithique moyen).
Le Néolithique final de Saint-Moré montre des traces d'influence danubienne.

Grotte de Nermont — Objets en terre cuite du Néolithique
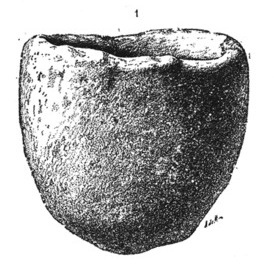
Néolithique - Vase
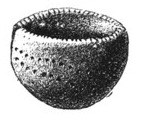
Néolithique - Vase
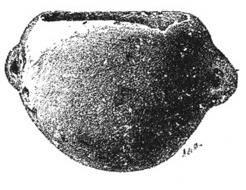
Néolithique - Vase
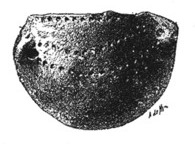
Néolithique - Vase
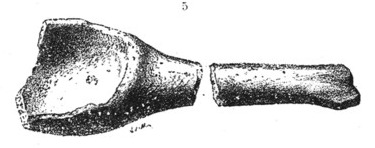
Néolithique - Cuiller

### Âge du bronze
L'Âge du bronze est bien représenté à Saint-Moré, notamment avec la grotte de Nermont qui a été occupée durant toute cette période.
Une poterie du site porte un décor du Bronze final fait de panneaux triangulaires jointifs en fines cannelures obliques, superposés à des cannelures verticales se terminant à la carène. En 1963 seulement trois autres lieux avaient livré des poteries portant un décor semblable : à Fontaine (Isère) sur une petite urne bicônique à fond ovoïde, au Martroi de Férolles à Jargeau (Loiret) et à Martinsberg près de Kreuznach-sur-Nahe (Rhénanie)
C. Jeunesse place Saint-Moré dans le groupe culturel néolithique Augy-Sainte-Pallaye, qu'il situe chronologiquement comme contemporain du VSG et donc probablement aussi du RRBP (rubanné rhénan du bassin parisien). Gérard Bailloud attribue un tesson de la grotte de Nermont à la culture de Roessen,.

### Antiquité, Moyen-Âge
L'abbé Parat, restant assez flou sur la période d'origine, signale venant de la grotte de Nermont les débris d'un bracelet à oves qu'il donne comme datant de l'« époque gauloise ».
Les IVe et Ve siècles (Antiquité tardive) ont vu des occupations ponctuelles mais P. Nouvel ne les considère pas comme « des occupations pérennes à part entière ».
Les premières fouilles succinctes au XIXe siècle ont mis au jour des objets attribués à l'époque mérovingienne.

## Pigments
Huit des dix-sept grottes du site contenaient des pigments (ocre) et étaient encore en exploitation au XIXe siècle. Fin XXe siècle, seulement deux grottes en fournissent encore commercialement :
un échantillon tiré de la grotte du Père Leuleu donne un pigment jaune brunâtre fait à 100 % de goethite, qui par calcination donne une couleur rouge foncé ;
trois échantillons tirés de la Roche Percée donnent chacun une couleur différente : un de goethite (voir précédemment) ; un rouge fait de goethite à 20 %, kaolinite à 20 %, calcite à 20 % et graphite à 40 , qui donne un rouge un peu plus vif ; et un jaune pâle fait de calcite à 80 %, kaolinite à 10  et hématite à 5 %, qui donne un jaune rougeâtre.
L'ocre jaune provenant de Saint-Moré, très colorante, est également très friable. Sur les sites d'utilisation (une fois prélevée), elle ne pourrait pas être trouvée en blocs mais en traces plus ou moins marquées.
De rares pigments jaunes ont été utilisés pendant le Gravettien à Arcy (grotte du Renne ou du Trilobite ?) ; Goutas dit que l'origine pourrait en être locale puisqu'il suffisait de s'approvisionner dans les grottes de Saint-Moré à 1 km à vol d'oiseau. Mais pour ce qui concerne les peintures rouges, l'hématite trouvée dans les grottes ornées d'Arcy-sur-Cure (grotte du Renne et Grande grotte) n'a pas été fabriquée à partir de la goethite des grottes de Saint-Moré.

## Liste des grottes
Il y a quinze grottes principales,,, toutes en rive droite de la Cure. D'amont en aval :
En amont du tunnel de la D 606, côté sud du massif  de Saint-Moré
- grotte de la Marmotte : 1re depuis l'amont, à l'est de la D 606 ou N 6.
- grotte du Crapaud : 2e depuis l’amont, à l'est de la D 606 ou N 6. Développement 14 m.
- grotte du Tisserand : 3e depuis l’amont, à l'est de la D 606 ou N 6. Développement 39 m.

À la hauteur du tunnel de la D 606
- grotte du Tunnel : 4e depuis l’amont, au niveau du tunnel de chemin de fer. Développement 4 m.

En aval du tunnel de la D 606, côté sud du massif  de Saint-Moré
- grotte de la Roche Percée : 5e depuis l’amont, au-dessus de la grotte du Père Leuleu. Développement 106 m.
- grotte du Père Leleu : 6e depuis l’amont, 2e après le pont de chemin de fer. Développement 31 m. Elle a auparavant été appelée « grotte de la Colombine » puis « la Maison »[46].
- grotte de Nermont : 7e depuis l’amont. Développement 135 m, dénivelé -20 m.
- grotte du Couloir : 8e depuis l’amont. Développement 34 m.
- grotte de la Cuiller : 9e depuis l’amont. Développement 58 m.
- grotte des Vipères : 10e depuis l’amont. Développement 61 m, dénivelé +16 m.
- grotte de l'Entonnoir : 11e depuis l’amont. Développement 246 m, dénivelé -7 m.
- grotte des Blaireaux : 12e depuis l’amont. Développement 25 m.
- grotte des Pêcheurs : 13e depuis l’amont. Développement 100 m, dénivelé -8 m.
- grotte des Hommes : 14e depuis l’amont, au-dessus de la grotte de l'Entonnoir. Développement 42 m.

Côté nord du massif de Saint-Moré
- grotte des Coulanges : 15e et dernière grotte depuis l’amont, elle se trouve à peu près en face de la grotte du Trilobite (cette dernière en rive gauche faisant partie du site d'Arcy), au pied de la falaise. En face d'elle se trouve une plage dans le creux du méandre, entre la grotte et la rivière. Ouverture vers le nord, développement 74 m, dénivelé 7 m.

Grottes moins connues, côté sud du massif
Parmi celles-ci, sont citées :
- Grotte du Mammouth ou grotte du Muet[47] (développement 16 m)
- la Petite Grotte de Nermont (développement 23 m)
- Grotte inférieure de la Roche Percée (développement 8 m) : elle se trouve à 40 m en amont de la grotte de Nermont, et comme cette dernière elle domine la vallée à 50 m de hauteur[46].

### Autres grottes sur Saint-Moré
Outre les grottes de la Côte de Chair, la commune de Saint-Moré a six autres grottes principales. Voir l'article « Saint-Moré », section « Géologie ».

## Grotte de Nermont

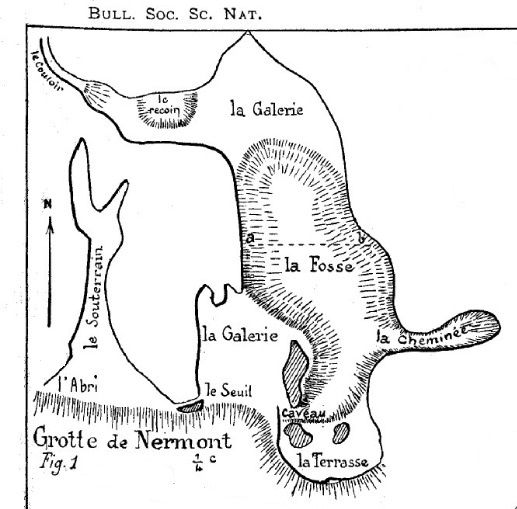
Grotte de Nermont, plan par A. Parat (1909).

Dans les années 1930, la grotte de Nermont est un site de référence pour le Bronze final pour sa couche 4 et le troisième foyer ; du Bronze ancien pour sa couche 3 et le deuxième foyer ; et du Bronze moyen pour sa couche 2 et le premier foyer. L'abondance des poteries, intactes ou en tessons, est remarquable. D'après Sandars, la grotte de Nermont est la plus riche de l'Yonne en poterie de la culture de Hallstatt BI (début du troisième développement de la culture des champs d'urnes, Bronze final) : vases munis d'oreillettes percées (vers 1300 av. J.-C.), bonne représentation de poterie noire ou brune foncé, lustrée, avec ou sans décor, poterie assez grossière associée à un fond de cabane et éclats de silex nombreux,.

Poteries de : Nermont, Trilobite (Arcy), les Fées (Arcy), la Roche Moricard (Saint-Moré), la Roche au Loup (Merry-sur-Yonne), Mailly-la-Ville, la Roche au Larron (Voutenay)
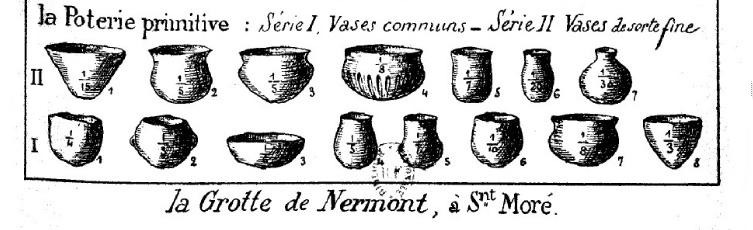
Série I — no 1 : vase en calotte, grotte de Nermont, Saint-Moré (coll. Parat) •  no 2 : vase en calotte, grotte de Nermont, Saint-Moré (coll. Parat) • no 3 : vase, grotte de Nermont, Saint-Moré (musée d'Auxerre) • no 4 et 5 : vases, grotte de Nermont, Saint-Moré (coll. Guignepied à Saint-Moré) • no 6 : vase de la grotte du Trilobite à Arcy (coll. Parat) • no 7 : vase, grotte de Nermont, Saint-Moré (coll. Maison à Châtel-Censoir) • no 8 : vase cônique, grotte de la Roche Moricard, Saint-Moré. Série II — • no 1 et 2 : vases en cône tronqué, grotte de la Roche au Larron, Voutenay ; poterie noire lustrée (coll. Charlot à Voutenay)[55] • no 3 : vase, grotte de la Roche au Loup, Merry-sur-Yonne • no 4 : vase à côte, poterie lustrée noire, grotte de Nermont (anc. coll. Ficatier) • no 5 : vase en tulipe en poterie lustrée noire, grotte des Fées, Arcy (coll. Parat) • no 6 : vase (détruit déjà en 1909) en poterie ordinaire, légère, avec des séries de traits ; sépulture par inhumation à Mailly-la-Ville • no 7 : vase lustré noir, grotte de la Roche au Larron (coll. Charlot)[56].

## Trou de la Marmotte
Cette cavité est la première depuis l'amont, à l'est de la D 606 ou N 6,, à 120 m au-dessus du niveau d'étiage de la Cure,. Son développement est de 5 m et sa surface est d'une vingtaine de m².
Elle a livré des vestiges du Magdalénien lors de fouilles réalisées entre 1850 et 1910. Ces fouilles ayant cependant manqué de la rigueur scientifique moderne, les renseignements que l'on peut en obtenir ne sont pas aussi riches qu'ils pourraient l'être. Ils témoignent malgré tout d'une implantation d'habitat magdalénien dans cette portion de la Cure.

### Historique récent
Elle a été fouillée en 1896 par l'abbé Parat qui l'a entièrement vidée.

### Description
Elle s'ouvre par un petit vestibule. L'abbé Parat la décrit comme un puits en entonnoir de 6 m de profondeur, avec un remplissage épais de plus de 5 m et qui ne laisse que 60 à 80 cm de hauteur sous plafond,.
Ce plafond porte trois diaclases importantes et une bouche de cheminée. Trois autres conduits sont situés sur la paroi intérieure et au plancher.

### Stratigraphie
La description du remplissage a été établie par l'abbé Parat et reste assez sommaire. Il inclut une couche supérieure, ou couche 1, faite de limon (argile) brun-rouge argileux de 1,20 m d'épaisseur ; et en dessous, la couche 2 faite d'argile jaunâtre à plaquettes calcaires incluant aussi des blocs de pierre, d'une épaisseur de 4 m. Les deux couches sont séparées par des pierrailles noircies par du manganèse, qui correspond à une période d'eau stagnante ; cette couche a aussi été concrétionnée, lors d'une période allant de l'Alleröd (environ 12 000 à 10 800 ans BP) jusqu'au début du Post-glaciaire.
La couche 1 contient aussi des blocs qui proviennent de l'effondrement de la voûte, un événement qu'A. Roblin-Jouve attribue à une période froide. Ces blocs ont été recouverts de concrétions pendant une période qui pourrait correspondre à un réchauffement climatique. 

Elle a également livré des os d'animaux : loup, cerf, cochon, cheval, bœuf, marmotte, chevreuil, blaireau. 

Le tout était accompagné de fragments de poterie néolithique.

### Le Magdalénien de la Marmotte
Son remplissage du Magdalénien couvre les 2 mètres supérieurs de la couche 2, avec une densification vers le milieu de la couche. Il a livré 43 fragments osseux appartenant à une douzaine d'animaux, dont cheval, renne, cerf élaphe, renard et marmotte,. Il contient aussi de nombreuses taches d'ocre et de petits charbons ; mais Parat ne signale aucun foyer.
Ce dernier a également recueilli un bloc de grès ferrugineux, 2 petits bouts d'hématite et un bloc de grès fin qui porte une rainure rectiligne sur un de ses côtés plats : il a peut-être été utilisé comme polissoir, ou comme abraseur lors de taille de silex. Une plaquette de schiste de forme étroite est gravée de huit rainures parallèles régulièrement espacées. Cinq nuclei présents indiquent une activité de taille de pierres. 

Les outils en os incluent un fragment de poinçon, un lissoir et 2 têtes de sagaie. 

Des coquillages ont été trouvés : Helix fruticum, Clausilia zonites, Lucidum, Margaritana margaritifera.
Plutôt homogènes dans leur style, les vestiges découverts par Parat dans la grotte de la Marmotte sont comparables à ceux tirés de la grotte du Trilobite à Arcy. Il existe cependant des différences notables :

## Grotte du Père Leleu

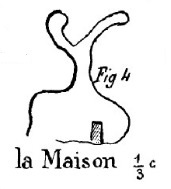
Grotte du père Leuleu,
dite « la Maison ».

Elle a d'abord été appelée « grotte de la Colombine » en raison de l'importante quantité de fientes de pigeon que les ouvriers de l'ocre y ont trouvée. Lorsque le père Leuleu s'y installe (1886), il l'appelle « la Maison » ou « la Cabane », puis elle devient la « grotte du père Leuleu ».
C'est la première des grottes basses rencontrée en aval du pont de chemin de fer. Elle se trouve à l'aplomb de l'entrée de la grotte de Nermont mais 15 m plus bas : elle est à 32 m au-dessus du chemin de la vallée. Partant de ce chemin, un sentier mène à une terrasse d'éboulis depuis laquelle il faut encore grimper 8 m à l'aide d'une corde. Avant le début de l'exploitation de l'ocre, on y accédait par le haut depuis le sentier de la Roche Percée.
Elle s'ouvre sur une salle de 9 m de largeur sur 7 m de longueur pour un plafond de 3 m de hauteur à l'entrée. Au fond, un couloir de 2 m de longueur bifurque en deux galeries ; celle de gauche se poursuit sur 4 m jusqu'à un puits de 3 m de profondeur, celle de droite se prolonge sur 12 m en pente et se termine par une fosse. Son plafond ne présente pas de grosse diaclase ni de cheminée : la grotte est au sommet du faciès Argovien dont la couche supérieure est faite de calcaire coralliens.
Au début de l'exploitation d'ocre dans la 2e moitié du XIXe, la salle à l'entrée ne contenait aucun remplissage. Les galeries et les fosses, par contre, étaient remplies d'argile et de pierrailles mais sans vestiges archéologiques. Il semble que l'accès très malaisé ait empêché les hommes préhistoriques de l'utiliser.
Elle a livré quelques vestiges de l'âge du Bronze à son entrée.

### Le père Leuleu

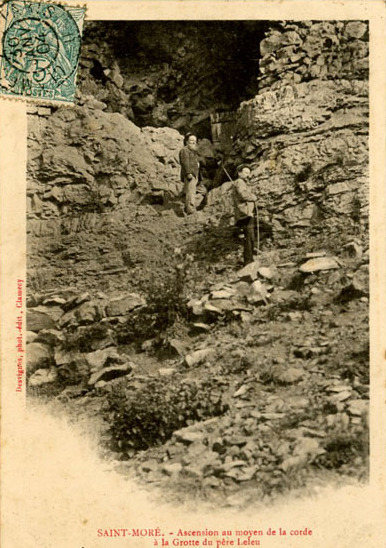
Ascension à la grotte du père Leuleu.

Pierre-François Leleu, dit « le père Leleu », est un personnage local pittoresque. Né à Paris en 1836 d'un père maître blanchisseur, il avait fait la Commune de Paris (celle de 1871) et avait été subséquemment emprisonné. En 1886 il arrive à Arcy où réside Guyard, exploitant d'une carrière d'ocre à Saint-Moré. Leleu se fait embaucher et travaille dans la carrière sur le versant sud de la Côte de Char. Il sert également de gardien de l’exploitation et, pour ce faire, s'installe dans la grotte que les ouvriers de l'ocre ont appelé la Colombine et qui devient dès lors "la Maison", ce qu'elle est pour lui, avant de devenir plus tard la "grotte du père Leuleu". Sa grotte est dès cette époque aménagée pour l'habitation avec un mur de façade et une porte. En 1887 il est déjà suffisamment installé pour y accueillir une compagne, Alice-Almira Liézard, qui quitte Paris pour la grotte. Elle y meurt quatre ans après (l’abbé Poulaine lui donne l’extrême-onction). 

Mais déjà les affaires ont périclité, la mine d'ocre a été fermée - vers la fin des années 1880 semble-t-il,. Le père Leuleu survit de petits travaux, parmi lesquels les embauches ponctuelles par les curés-archéologues des environs : l’abbé Parat, curé de Bois-d’Arcy et l’abbé Poulaine, curé de Voutenay. Il participe aux fouilles archéologiques de ces derniers, commence à vendre des vestiges des grottes (silex, os et autres). Et il atteint le statut de célébrité locale : il a grande figure avec sa barbe et ses cheveux longs, et les touristes et scientifiques qui viennent visiter les grottes d'Arcy et voir le seul tunnel routier de l'Yonne, viennent aussi le voir dans sa grotte. Momon, l'épicier d'Arcy, fournit le père Leleu en boissons et journaux pour les touristes (selon certains il transforme la grotte en « une sorte de bureau de tabac où l'on pouvait manger ».), il fait imprimer des cartes postales avec le père Leleu comme sujet et fait même imprimer la biographie de ce dernier,.
Le père Leleu, qui distribuait à ses visiteurs des cartes de visite à son nom avec le titre de « gardien des grottes de Saint-Moré », se proposait comme guide dans les grottes intéressantes du même coteau. La grotte voisine de la sienne abritait au bout d’un couloir d’une centaine de mètres une sépulture préhistorique qu’il présentait comme sa propre découverte,.
Il est trouvé mort dans sa grotte par l'épicier Momon le 27 janvier 1913, ayant chuté de sa terrasse. Le médecin légiste conclut à une mort par congestion cérébrale due au froid. Certains sont convaincus qu'il a été assassiné - il aurait eu un trou derrière la tête et des blessures profondes aux genoux et aux jambes ; d'autres qu'il a été victime d'une chute, que blessé il aurait pu remonter dans sa grotte mais y serait mort subséquemment.

Le père Leleu
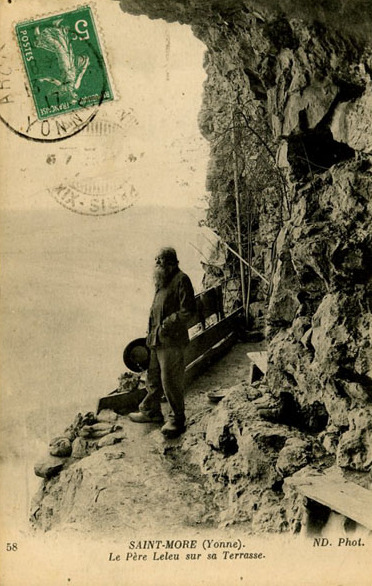
Sur sa terrasse
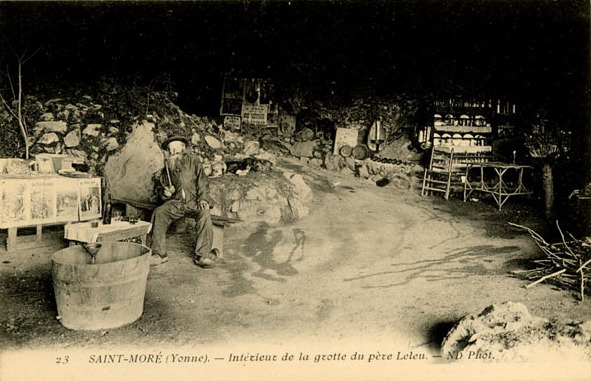
Dans sa grotte
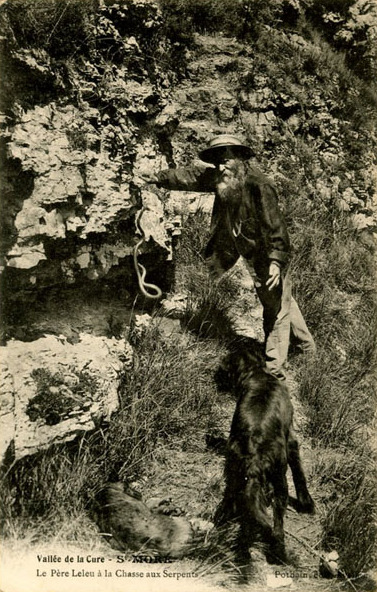
À la chasse aux serpents
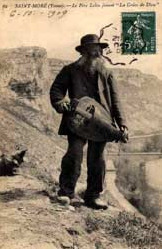
Jouant de la vielle

## Grotte du Mammouth ou grotte du Muet
La grotte du Mammouth ou grotte du Muet est la dernière en aval sur le versant sud de l’ensemble des grottes de Saint-Moré, et à environ 30 m de hauteur par rapport à la Cure. Son développement est de 16 m. L'abbé Poulaine, curé de Voutenay, l’a fouillée avant que ne le fasse l'abbé Parat pendant l'hiver 1892-93. Ce dernier lui a consacré une étude dans Notes sur les grottes du Muet et du Larron, et la mentionne rapidement dans Les grottes de la Cure. La grotte a livré du matériel du Moustérien dont une hache « de Saint-Acheul », une cinquantaine de petites lames en silex, quelques poinçons en os, de nombreux fragments d'une poterie noire grossière et des fossiles : rhinocéros, éléphant, ours et hyène. 

Son remplissage au niveau de l'entrée contient environ 2 m de pierrailles de la voûte très tassées, mêlées à un peu de sable calcaire ; et en dessous, 50 à 60 cm d'ocre jaune et rougeâtre bien pure au milieu de laquelle s'intercale un lit de sable de rivière de 1 à 10 cm, très incliné, composé de grains de quartz et de feldspath arénien et sous-calcaire. La couche de pierrailles contenait de nombreuses dents d'ours, des dents de cheval encore plus nombreuses et quelques dents de hyène. à 60 cm de profondeur l’abbé Parat a trouvé une petite molaire d'éléphant et, en bas de cette couche, des dents de « bœuf primitif » et de cerf.

## Grotte des Pêcheurs
La grotte des Pêcheurs comporte un affleurement de chaille au grain fin et avec des lisérés de couleur rose à violacé ; 1/3 de l'industrie de chaille du Châtelperronien de la grotte du Renne sur le site d'Arcy est fait de cette chaille particulière.
André Leroi-Gourhan l'a fouillée en 1963 et y a trouvé, après désobstruction du passage, une sépulture en ciste avec deux céramiques entières. La grotte contenait une urne situliforme en céramique grossière, une jatte en céramique semi-grossière et une urne, des céramiques fines et grossières non tournées, une fusaïole portant une inscription gravée, un manche de couteau en bronze, et de la céramique signalée par A. Parat comme « portant des stries comme celles que pourrait laisser un balai de brindilles ».

## Grotte des Hommes
La grotte des Hommes ou grotte de l'Homme a été occupée au Mésolithique ancien.
Cette grotte a livré des restes humains dont les ossements ont été recouverts par des couches de concrétions calcaires. Parat écrit un mémoire dédié à cette grotte en 1895 et la mentionne succinctement en 1921 et 1922 : « La grotte de l'Homme, terminée par un caveau sépulcral ; dépôt d'os humains dans la concrétion, dont trois têtes posées sur des dalles, avec poterie »,. L'analyse paléopalynologique du matériau immédiatement en dessous de ces vestiges a indiqué l'époque du Pré-Boréal (entre 8 350 et 7 050 ans BC), avec du pin dominant ; celle de la stalagmite qui les surmonte indique le Boréal, avec le noisetier dominant.

## Grotte du Tisserand
La grotte du Tisserand, au-dessus de l'actuel Chalet des Routiers, est la troisième grotte à partir de l'amont et la première rencontrée sur la droite depuis la route en venant de Saint-Moré. Elle est ainsi nommée après qu'un ancien soldat de Napoléon, tisserand, y ait élu domicile au début du XIXe siècle.

## Grotte de la Roche Percée
La plus élevée de toutes les grottes du site, elle se trouve à 50 m au-dessus de la rivière. Sa voûte a une élévation de 7 m. Elle forme une longue et étroite galerie de plus de 80 m de long, en partie obstruée par de la terre. Le sol est couvert de sable fin blanc et jaune déposé par la rivière, et d'ocre multicolore. Le plafond est traversé de nombreuses cheminées. L'abbé Parat (1922) mentionne cette grotte pour l'observation du remplissage des grottes de Saint-Moré : des lits d'argile pure et de sables et d'argiles fins déposés pendant l'ère Tertiaire (-66 à -2,58 Ma) y contiennent des poches d'ocre jaune, exploitée pendant un temps (au tournant du XXe siècle). Plus récemment, lors du Quaternaire, les eaux de surface ont déposé des alluvions de sables et de cailloux sur les flancs de collines et dans les grottes.
Elle comporte une station néolithique dans le vestibule, avec silex, poterie, fusaïoles et faune moderne dispersée par les ouvriers. Des dents de castor ont été trouvées peu avant 1910,.

## Protection de l'environnement

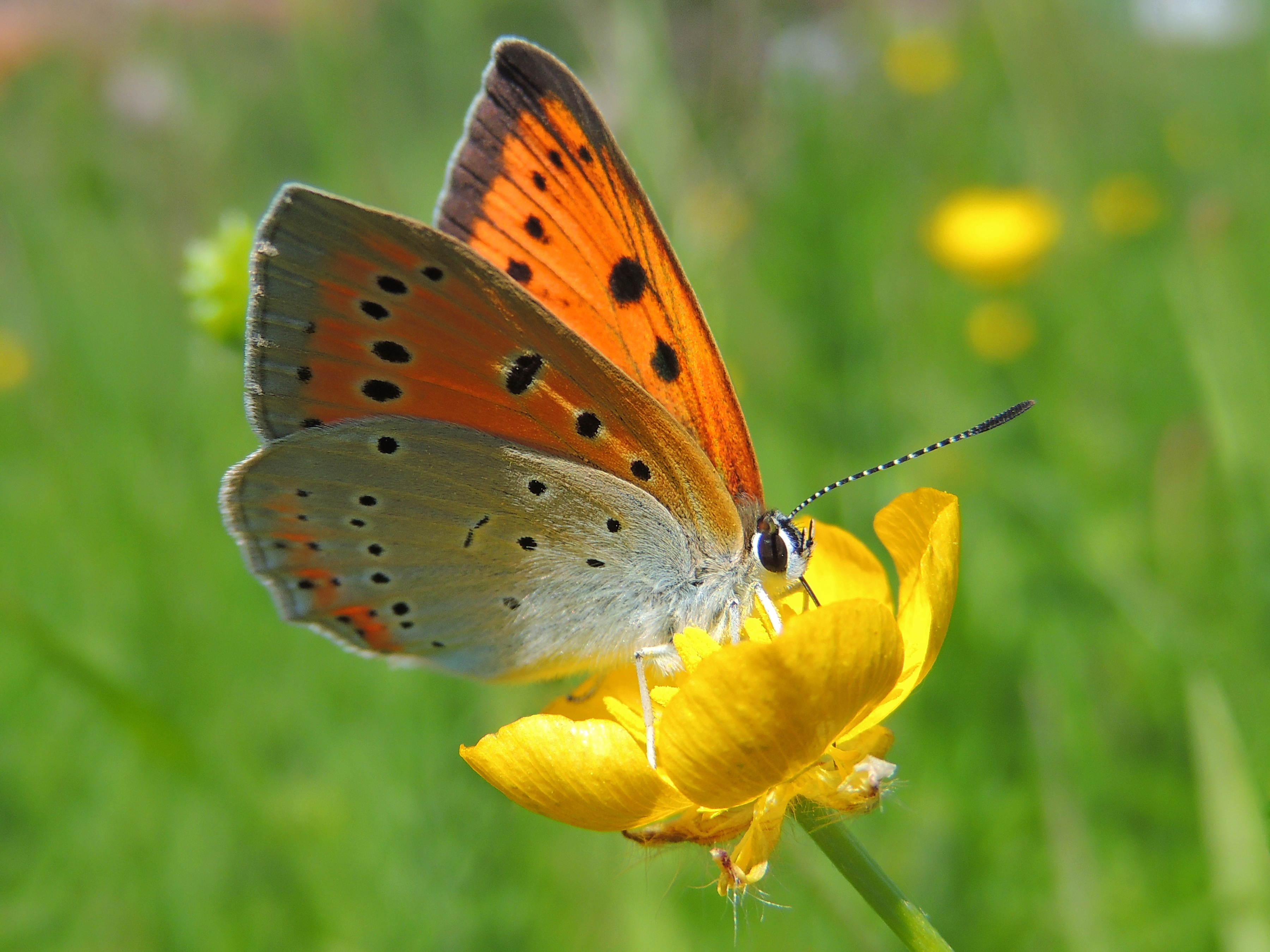
Cuivré des marais.

Les environs des grottes de Saint-Moré sont inclus dans deux zones naturelles d'intérêt écologique, faunistique et floristique (ZNIEFF) :
- la ZNIEFF continentale de type 1 des « Falaises d'Arcy-sur-Cure et de Saint-Moré  »[81], soit 581,2 hectares, concerne Arcy-sur-Cure et Saint-Moré et vise, comme le nom l’indique, les falaises – depuis l’entrée de la Cure sur la commune de Saint-Moré jusqu’au village d’Arcy-sur-Cure ;
- La ZNIEFF continentale de type 2 de la « Vallée de la Cure du réservoir du Crescent à Vermenton »[82] concerne 25 communes dont Saint-Moré et vise 12 888,86 hectares le long de cette vallée - dont les falaises de Saint-Moré.

Tout le massif de la Côte de Char est inclus dans la zone spéciale de conservation (ZSC) des « Pelouses et forêts calcicoles des coteaux de la Cure et de l'Yonne en amont de Vincelles », un site d'intérêt communautaire (SIC) Natura 2000 selon la directive Habitat, de 1 565 hectares qui concerne 14 communes dont Saint-Moré. Cinq espèces de la liste II y sont présentes : le cuivré des marais (Lycaena dispar, un papillon), et quatre espèces de chauve-souris : le petit rhinolophe (Rhinolophus hipposideros), le grand rhinolophe (Rhinolophus ferrumequinum), le murin à oreilles échancrées (Myotis emarginatus) et le grand murin (Myotis myotis).
La friche communale dite « la Côte rocheuse de Saint-Moré » est listée comme site naturel classé sous le régime de la loi du 21 avril 1906 et reconnu par la loi du 2 mai 1930 (loi codifiée aux art. L. 341-1 et s. du code de l'environnement),.